# 2064: Read Only Memories
『2064: Read Only Memories』（にせんろくじゅうよん リードオンリーメモリーズ）は、アメリカのゲーム開発会社MidBossが開発したアドベンチャーゲーム。
2015年10月6日にMicrosoft Windows/macOS/Linux/Ouya版が発売された時点でのタイトルは『Read Only Memories』だったが、2017年1月17日のPlayStation 4版発売に合わせて改題された。また、iOS/Android版は『Read Only Memories: Type-M』、Nintendo Switch版は『2064: Read Only Memories INTEGRAL』のタイトルで発売されている。

## 概要
サイバネティクスと遺伝子操作の技術が高度に発展した西暦2064年のアメリカの都市、ネオ・サンフランシスコ（Neo-San Francisco、「Neo-SF」とも表記）を舞台とする物語。AI研究者のヘイデン・ウェッバー（Hayden Webber）が何者かにさらわれたことを受け、ヘイデンの友人であるジャーナリストの主人公とヘイデンが開発した「ROM」（ロボット）の1体であるチューリングがコンビを組んで捜索を行うが、物語が進む中で、ネオ・サンフランシスコで大きな影響力を持つ巨大企業パララックスの陰謀が明らかになっていく。
「2064」に改題後のバージョンでは、以前のバージョンには無かったキャラクターボイスが追加された。「Type-M」はタッチデバイス操作に対応した一方でキャラクターボイスは実装されていない。「INTEGRAL」では本編のサイドストーリー「PUNKS - A 2064 Sidestory」、デジタルアートブック、サウンドトラックと各種PVの視聴機能が追加収録されている。
日本ではPLAYISMより各種プラットフォーム向けに発売されたが、2021年1月31日23時59分をもってPLAYISMからの販売を終了した。これに伴う2月1日以降の措置として、Steam版はMidBossに販売権を返還し販売継続、PlayStation 4/Nintendo Switch版はコーラス・ワールドワイドに販売権を移譲し販売継続、PlayStation Vita/iOS/PLAYISMストア版は代替先なく日本販売終了となった。
2024年5月16日に、続編の『リードオンリーメモリーズ:ニューロダイバー』（Read Only Memories: NEURODIVER、以下『ニューロダイバー』と略記）が発売された。

## システム
画面に表示されている各種オブジェクトを調べることで進行する、アドベンチャーゲームとしてオーソドックスなポイント・アンド・クリック形式を用いている。オブジェクトをチェックすると「見る」「調べる」「話しかける」「アイテムを使う」のアイコンが表示される。
ゲーム内の各場面で表示される選択肢の選び方によりプレイヤーの好感度が変化するが、これはエンディングの分岐に関係している。ベストエンディングを迎えた後には、各所でキャラクターたちと交流を深めるチャプター「エンドレス・クリスマス」が開始される。

## 用語
ROM (ROMs)
パララックスが開発したAI搭載のロボット。「ROM（ROMs）」は「Relationship and Organizational Managers」の略。
人間の仕事や生活を補助する存在として社会に広く普及している。デザインについて、ロボット工学における不気味の谷現象を回避するため可愛くなっているとチューリングは語っている。
そのチューリングは自立思考型AIを持つ世界初のROMである。ただし、ヘイデンが会社の方針に反して個人で秘密裏に開発した産物で、プロジェクトの存在を知る者は限られている。
パララックス (Parallax)
ネオ・サンフランシスコの巨大企業。ROMの普及によって拡大を続け、政府を超える影響力を持つともいわれる。
発展の裏では、ROMに搭載されたメッシュネットワークの仕組みを利用してROMの所有者の個人情報を集積し人々を自社の思惑通りに誘導しようと目論んでいる。一方、人格を持つROMの存在が公になることで倫理に関する議論が巻き起こり自社に対する反対世論が生まれる事態を警戒している。
ハイブリッド (Hybrid)
動物の遺伝子を組み込む施術を受けた人々。耳や肌などの外見に遺伝子元の動物の特徴が現れている。病の治療のためにやむを得ず実施する者がいる一方、単なる興味本位で行う者もいる。
しばしば差別の対象となり、動物のように扱われることに激しい嫌悪感を抱いている。
ヒューマンレボリューション (The Human Revolution)
人間のハイブリッド化やサイバネティクス技術を用いた人体強化を悪ととらえ糾弾する組織。英語版では「HR」とも表記される。
各地で抗議や広報の活動を行い自らの正当性を主張しているが、一部ではハイブリッドに面と向かって罵倒するなど過激な行動も見られる。

## 主な登場人物
主人公
ジャーナリスト。物語の序盤で名前、三人称（彼/彼女など）、食のスタイル（雑食/菜食主義者など）を設定する。作中では姿が表示されない。
商品レビュー記事などの小さな仕事を細々とこなす生活を送っていたが、自宅にやってきたチューリングからヘイデン失踪の話を聞き、ともに捜索を開始する。
年代物のパソコンを使用していたりネットをあまり活用しなかったりなど、最新のテクノロジーを追わない姿勢を持ち、チューリングからもそのことを指摘される。
開発中のバージョンでは、デフォルト名の候補として「Alys」「Hildegarde」「Montgomery」が用いられていたが、製品版には採用されていない。一方、『ニューロダイバー』の作中では、本作の出来事に関する記事をネット上に投稿した人物について「"アリス"や"ヒルダガルデ"、"モンゴメリー"のペンネームで知られる記者」によるものという噂が流れている。
チューリング (Turing)
声 - メリッサ・ハッチソン
年齢：1歳、誕生日：2063年6月23日
自立思考型AIを持つROM。男子のように扱われることもあるが性別は設定されていない。球体の頭部がディスプレイになっており、通常は目と口が表示されているが、状況に応じて表示内容が変化する。
襲撃されたヘイデンの部屋から脱出したのちにヘイデンのアドレス帳を分析し、ヘイデンとの近しい関係性や調査能力などの条件を兼ね備えた人物と判断した主人公のもとを訪れる。
画家のボブ・ロスが出演していた20世紀のテレビ番組『ボブの絵画教室』に影響を受け、絵を描くことを好んでいる。
トムキャット (TOMCAT)
声 - エリン・イヴェット
年齢：22歳、誕生日：2042年11月23日、血液型：B
卓越した能力を持つハッカー。「トムキャット」というニックネームは、同じくハッカーだった故人の実姉から襲名したもの。
チューリングに関するネットワーク処理の件でヘイデンと会う約束をしていたが、主人公から失踪の話を聞いたことを機に、折に触れて捜索に協力する。
かつてパララックスにハッキングを仕掛けメッシュネットワークの脆弱性を世間に知らしめたことがある。
本作ディレクターのJJSignalによると、「トムキャット」の名前は日本のバンドのTOM★CATが由来とのこと。
レクシー・リバーズ (Lexi Rivers)
声 - サラ・エルマレ
年齢：32歳、誕生日：2032年1月28日、血液型：AB+
ネオ・サンフランシスコ警察署の捜査官。主人公の姉の元恋人で、主人公とも面識がある。
捜索の過程で無茶な行動をとる主人公を時に叱りつけながらも協力し情報提供を行う。一方、上司と度々衝突し疎まれている状況に悩んでいる。
エンディング後のエピソード「エンドレス・クリスマス」では、警察署に辞表を提出し私立探偵の免許を取るつもりであるとの現状を明かしている。
ジェス・ミーズ (Jess Meas)
声 - サラ・ウィリアムズ
年齢：26歳、誕生日：2038年3月31日、血液型：O
猫とのハイブリッドである弁護士。人間の種の保護を目的とする「人間保護法」により不利益を被るハイブリッドたちの弁護を無償で請け負っている。一方、ハイブリッドでない人間のことを「典型遺伝子」と呼び距離を置いている。
トムキャットから紹介された主人公に当初は冷たい対応をとるが、主人公がヒューマンレボリューションの抗議活動を解散させると信用するようになり協力姿勢を見せる。
かつて重度の皮膚がん治療のために受けた施術が人間保護法の規定する生殖許可レベルを超えたと政府から判断され卵巣摘出を強いられたが、後に関係者と法廷で対決し勝利している。
マジード (Majid)
声 - ジョシュア・トマール
カストロ通りの飲酒店「スターダスト（Stardust）」のオーナー兼バーテンダー。カクテルの配合の知識は乏しいが客との会話を楽しんでいる。
以前に店を訪れていたヘイデンや店に来ているトムキャットなどの情報を主人公に提供する。
ガス・ダンハム (Gus Dunham)
声 - チャーリー・ローガン
マジードとともにスターダストで働く従業員。かつては違法行為に手を染めていたがマジードの尽力により更生しており、尊敬の念が現在は愛情へと変わっている。
後述のヴィンセント・メンサーを街から脱出させる車を探している主人公たちに対し、マジードに内緒にすることを条件にカージャック装置を手渡す。
ヤニック・フェアライト (Yannick Fairlight)
声 - アダム・ハリントン
パララックスに買収された企業「システムワン・ソフトウェア（System One Software）」の元CEO。椅子型の生命維持ROMに腰かけている。
パララックス時代にヘイデンと面識があり会社の委員会メンバーも務めていたが、方向性の違いから対立し除名処分を受けた経緯がある。表向きはパララックスに未練がない素振りを見せるが、その裏では復権への野心を抱いている。
ブライアン・マルベリー (Brian Mulberry)
声 - ジム・スターリング
ヒューマンレボリューションの地区リーダー。活動に参加する前にはフェアライトと交流があった。
ネット上での人物評に反し冷静な語り口を持つ。一方、ハイブリッドは人間以下であるとの持論も展開する。
チャド・フランシス・マルベリー (Chad Francis Mulberry)
声 - ネイサン・シャープ
繁華街でたむろする若者。ブライアンの息子。自称「スターファッカー（Starfucker）」。
後述のオリバーとともにヘイデンの部屋に忍び込み、ヒューマンレボリューションが主張する言葉を描くタギングを行うが、主人公たちの追及により犯行を自供してからは主人公に協力するようになる。
サイドストーリーの「PUNKS - A 2064 Sidestory」は上記のヘイデンの部屋での出来事で、ハイブリッドの施術を受けたのち疎遠となった母のエピソードや、家族をないがしろにしてヒューマンレボリューションの活動にのめりこむ父と決別し「スターファッカー」と名乗るまでの経緯が明かされる。
オリバー・メドーズ (Oliver Meadows)
声 - エリック・キメラー
繁華街でたむろする若者。チャドからは「オリ（Oli）」と呼ばれる。
おどおどした態度をとりながらも、暴走気味のチャドをたしなめている。
デジタルアートブックの記述によると、着用している緑色のボタンアップシャツとオレンジ色のネクタイは、大友克洋の漫画『AKIRA』の登場人物である甲斐をインスパイアしたものとのこと。
ラモーナ・ロジャーズ (Ramona Rogers)
声 - ロニー・アレックス
世界的人気の飲料「ハッシー（Hassy）」を提供するドリンクバーのオーナー。日本のオタク文化に感化されて魔法少女のコスプレ衣装を着用し、オリバーとは同じ魔法少女好きとして交流がある。
店の近くでヒューマンレボリューションが活動していることで客足が遠のき迷惑を被っている。一方、幼少期の交通事故の影響で腕と足が機械化しているため、いずれヒューマンレボリューションに目を付けられるのではと心配している。
ジン (Zinn)
声 - ジェシー・ノワック
ニュースサイト「オーグメンテッドアイ（The Augmented Eye）」を運営する代表者。
ヒューマンレボリューションに関する記事が過激な文体に改ざんされる事態が続いており、解明のため外部者である主人公の力を借りようとする。しかし主人公たちが立ち去った後、突然オフィスビルの窓を突き破り転落死する。
シンパシー (Sympathy)
声 - ジャック・エバンス
ニュースサイト「OKトゥデイ（OK Today）」や各種テレビ番組を手掛ける複合企業「TMIエンターテイメント（TMI Entertainment）」のプロダクションマネージャー。
自社番組の司会者である後述のチャーリーのブログ記事がヒューマンレボリューションを中傷する内容に改ざんされる問題について調査している。
チャーリー・ノヴァ (Charlie Nova)
声 - ギャビン・ハモン
TMIエンターテイメントで人気のあるテレビパーソナリティ。高飛車な言動をとり、プライベートでの派手な素行が市民に目撃されることもある。
ブログ改ざん問題について楽観的な姿勢を示すが、シンパシーからは問題の詳細について知らされていない。後に、乗車していた自動運転タクシーが橋から海に転落し死亡したと報じられる。
4ムーラー (4 Moolah)
声 - マシュー・ホプキンス（本作の作曲者）
後述のノーニャの店の前で活動するストリートミュージシャン。
自身の曲の歌詞づくりに苦心しており、収まりのいいライムを考えるよう主人公に依頼する。
ノーニャ (Nonya)
声 - ギャビン・ハモン
サイバネティクスを応用したインプラント手術を行う技師。チャーリーをはじめ多くのメディア関係者の手術を秘密裏に手掛けている。
チャーリーの手術以降にブログ改ざんが始まっているためインプラントにマルウェアを仕込んだのではとチューリングから疑いの目を向けられるが、その後、店外での会話の最中に突然突進してきたトラックにはねられ即死する。
メロディ・フローレス (Melody Flores)
声 - エリン・フィッツジェラルド
医療分野で用いるサイバネティクス技術の開発を行う企業「フラワー・サイバネティクス・グループ（Flower Cybernetics Group）」のオーナー。第一線からは退き、ホッキョクグマのパット（Pat）と猫型ROMのリリー（Lily）とともに悠々自適に暮らしている。
自社の技術を軍用アンドロイドの製造に転用していた先代の亡母を憎んでおり、また、一族に新たな裏切りの種を生み出したくないとの考えから子をなさないことを決めている。
チューリングの開発に協力しており、チューリングに対し自身のことを叔母と呼ばせている。一方、フェアライトと協業していたこともあるが、フェアライトが迫ってきた肉体関係を拒んだことを機に協力関係が突如解消されている。
ヴィンセント・メンサー (Vincent Mensah)
声 - オースティン・クリード
パララックスの社員。ヘイデンの計画を知る人物の一人で、フローレスとも面識がある。
腐敗したパララックスへの失望とヘイデンの失踪をきっかけに退社およびネオ・サンフランシスコからの脱出を決意し、主人公がその手段を提供することと引き換えに会社の内情を暴露する。
声を担当したオースティン・クリードの本業はプロレスラーで、以前にプロレスゲームで自身のキャラクターの声をあてたことはあるが、架空のキャラクターを演じるのは本作が初となる。
レオン・デッカー (Leon Dekker)
声 - ダミアン・マクギブニー
フェアライトの助手。
普段は護衛から使い走りまで様々な役をこなしているが、一方でフェアライトの復権を実現するために暗躍している。
その正体は、かつてのフラワー・サイバネティクスが開発した軍用アンドロイドである。主人公たちの活動の裏でパララックスに批判的な人物を次々と殺害し、物語の終盤では主人公の命をも狙うが、チューリングの捨て身の攻撃により機能停止する。
クロウ (Crow)
声 - ギャビン・ハモン
ライオンとのハイブリッドで、エンディング後のエピソード「エンドレス・クリスマス」の舞台の一つとなるパブ・クロール（Pub Crawl）の店内で佇んでいる客。「クロウ」という名前は幼少期に母親からつけられたあだ名で、カラス（クロウ）のような声だったことが由来。本名は明かされない。
主人公と様々な雑談を行い、その中で、普段はデスクワークをしていること、テレビ番組『闇の魔導士キコ』（Kiko, Dark Sorcerer）関連のファンフィクションのシナリオを執筆していること、縛られて無力な状態にされるのが好きという緊縛の性癖など、プライベートについて赤裸々に語る。
デジタルアートブックの記述によると、当初はチャプター3と4で主人公を惑わせる謎のバウンティハンターとして登場予定だったが、開発期間の都合でメインストーリーには出せなくなったとのこと。

## 開発
本作はMidBossにとって設立後初のゲームソフトとなる。2013年11月13日から12月13日の期間にKickstarterでのクラウドファンディングが実施され、6万2064ドルの目標額に対し6万4378ドルの資金が集められた。
MidBossはLGBTQの人々のゲームコミュニティをフォローするイベント「GaymerX」に携わっていた時期がある。本作にはLGBTQのキャラクターが登場するが、MidBoss創設者のMatt Connは、50年後にはクィアやトランスジェンダーなどの人に偏見を抱く人々がそれほど多くないだろうとの考えを投影させ、そうしたキャラクターを特別視しないゲームを作りたいと考えている。一方、本作のハイブリッドは近未来におけるマイノリティという位置づけで、Connは「トランスヒューマニズムはLGBTのメタファー」と語っている。
本作のビジュアルは『スナッチャー』など1980年代から1990年代にかけての日本のアドベンチャーゲームに影響を受けており、「2064」でのキャラクターボイス追加はスナッチャーのメガCD版で声が追加されたことを踏まえている。また、スナッチャーの英語版で主人公ギリアン・シードの声優を務めたジェフ・ルペティンが本作の端役キャラクター（パララックス受付係、清掃ROM）の声を担当している。

## コミック
アメリカの出版社IDWパブリッシングよりコミック版『Read Only Memories』全4巻が発売された。テキストはシーナ・グレースが、絵はステファノ・シメオネが担当している。
物語は『2064: Read Only Memories』と『Read Only Memories: NEURODIVER』の間をつなぐ内容で、私立探偵となったレクシーが主人公を務める。ネオ・サンフランシスコの南にあるサンタクルーズで開業したレクシーのもとに1体のロボットが現れ、行方不明の恋人の捜索を依頼するところから物語が展開される。
- Read Only Memories #1（2019年12月18日発売）
- Read Only Memories #2（2020年1月29日発売）
- Read Only Memories #3（2020年3月11日発売）
- Read Only Memories #4（2020年8月5日発売）
- Read Only Memories（2021年9月28日発売 ISBN 9781684069033） - 上記4冊を全収録したもの